# Čečenski jezik
Čečenski jezik (ISO 639-3: che), jezik kojim na Kavkazu, u Čečeniji govori oko 1,2 milijuna ljudi. Zajedno s još nekim jezicima, spada u sjeveroistočne kavkaske jezike, u žu nahsku skupinu.

## Osobine

### Pismo
Povijesno se koristilo arapsko pismo, ćirilica i latinica. Zbog velikog broja glasova koje ima čečenski, sva su ta pisma relativno neodgovarajuća.
U posljednje vrijeme se pokušava standardizirati čečenska latinica, i postoji nekoliko različitih verzija zapisivanja.

### Glasovi
Čečenski je poznat po izrazito velikom broju suglasnika (preko 30, što je karakteristika mnogih jezika na Kavkazu), ali i po velikom broju samoglasnika i dvoglasa (27). Broj varira prema narječju i načinu analize.
Plozivi (kao u gruzijskom, npr.) imaju tri tipa: bezvučni, glotalizirani (označeni s apostrofom ʼ) i zvučni; shema suglasnika:
|          | bilabijalni | alveolarni | palatalni | velarni | uvularni | faringalni | glotalni |
| -------- | ----------- | ---------- | --------- | ------- | -------- | ---------- | -------- |
| ploziv   | p pʼ b      | t tʼ d     |           | k kʼ g  | q qʼ     | w          | ʼ        |
| frikativ | (f) v       | s z        | š ž       |         | x gh     | hw         | h        |
| slivenik |             | c cʼ       | č čʼ      |         |          |            |          |
| nazal    | m           | n          |           |         |          |            |          |
| lateral  |             | l, r, rh   |           |         |          |            |          |

### Gramatika

#### Imenice, zamjenice i pridjevi
Čečenski posjeduje sustav sljedećih padeža: nominativ, ergativ, genitiv, dativ, alativ (koristi se za neke indirektne objekte), instrumental, lativ, i komparativ (u izrazima "X je bolji od Y", umjesto "od-Y" koristi se ovaj padež).
Imenice imaju 6 rodova (u nekim opisima 4). Od toga su dva za ljudska bića (muški, ženski), a ostali su za životinje i neživa bića. Različiti rodovi koriste različite markere po sljedećem sustavu:
| rod     | muški       | ženski        | J-rod          | B-rod           | D-rod         | BD-rod        |
| ------- | ----------- | ------------- | -------------- | --------------- | ------------- | ------------- |
| jednina | v -         | j -           | j -            | b -             | d -           | b -           |
| množina | b -         | b -           | j -            | b -             | d -           | d-            |
| primjer | veša "brat" | jiša "sestra" | phwaagal "zec" | laatta "zemlja" | maalx "sunce" | jyett "krava" |

Imenice muškog i ženskog roda počinju s v-, odnosno j- u jednini i množini; neke imenice mogu biti i muškog i ženskog roda, ovisno o tome koga predstavljaju (npr. nazivi zanimanja, općenito "osoba" i sl.). Nekoliko imenica za ljude pripada ostalim rodovima.
Postoji 10 deklinacijskih klasa, koje se razlikuju po različitim umecima u padežima različitim od nominativa, i po promjeni osnove (prijeglasu). Primjer promjene imenice (ča "medvjed"):
|         | nom.   | erg.    | gen.    | dat.     | ala.     | ins.     | lat.    | kom.    |
| jednina | ča     | čanuo   | čan     | čana     | čanie    | čaca     | čax     | čal     |
| množina | čerčii | čerčaša | čerčiin | čerčašna | čerčaška | čerčašca | čerčiax | čerčial |

Tvorba množine je obično nepravilna.
Čečenski razlikuje inkluzivne ("mi, uključujući i tebe") i ekskluzivne ("mi, bez tebe") zamjenice u prvom licu množine. Markeri roda u jednini ovise o spolu osobe na koju se odnosi zamjenica.
| lice, broj  | nom.  | erg.   | gen.   | dat.   | ala.   | ins.   | lat.   | kom.   | marker roda |
| ----------- | ----- | ------ | ------ | ------ | ------ | ------ | ------ | ------ | ----------- |
| 1. jd.      | so    | as(a)  | san    | suuna  | soega  | soeca  | sox    | sol    | v / j       |
| 2. jd.      | hwo   | ahw(a) | hwan   | hwuuna | hwoega | hwoeca | hwox   | hwol   | v / j       |
| 3. jd.      | i,iza | cuo    | cynan  | cuuna  | cynga  | cynca  | cunax  | cul    | v / j       |
| 1. eks. mn. | txo   | ooxa   | txan   | txuuna | txoega | txoeca | txox   | txol   | d           |
| 1. ink. mn. | vai   | vai    | vain   | vaina  | vaiga  | vaica  | vaix   | vail   | d           |
| 2. mn.      | šu    | aš(a)  | šun    | šuna   | šyga   | šyca   | šux    | šul    | d           |
| 3. mn.      | yš    | caara  | ceeran | caarna | caerga | caerca | caarax | caaral | b           |

Pridjevi se slažu s imenicama po padežu, ali imaju samo dva različita oblika (npr. dikan "dobar"):
- dikan - nominativ jednine i množine
- dikaču - svi ostali padeži u jednini i množini

Pridjevi nemaju promjenu po rodu. Ako se pridjev koristi kao imenica, tada ima punu promjenu po padežima i broju.

#### Glagoli
Glagoli se ne mijenjaju po glagolskim licima, ali oko 30% glagola se mijenja po rodu, uz pomoć prefiksiranih markera roda (npr. uoža- "pasti"):
Beer xi ču d-uožna.
dijete voda-NOM u MARKER-pasti.PERFEKT
"Dijete je palo u vodu."
Glagol u čečenskom ima 4 osnovna oblika (ako zanemarimo promjenu po rodu):
- prezent
- infinitiv
- posvjedočeni prošli oblik
- perfekt

Uz pomoć tih oblika i različitih oblika pomoćnog glagola "biti" se tvore sljedeća vremena (primjeri za glagol -aax- "živjeti"; v- je oznaka roda):
- neprogresivni prezent (v-eexa)
- nedavna prošlost (v-eexin)
- posvjedočena prošlost (v-eexira)
- perfekt (v-axna)
- davna prošlost (v-axniera)
- imperfekt (v-eexara)
- futur (v-eexar)
- progresivni prezent (v-eexaš vu)
- progresivna prošlost (v-eexaš vara)
- neposredna budućnost (v-eexar vu)

#### Sintaksa
Čečenski je ergativan jezik, tj. subjekt neprijelaznog glagola je u nominativu:
(primjer)
Ako je glagol prijelazan:
Muusaa vieza suuna.
Musa.NOM PREFIKS-voljeti.PREZENT ja.DAT
"Ja volim Musu."
Osnovni red riječi je subjekt-objekt-glagol (SOV).

### Rječnik
Čečenski ima tek oko 3000 izvornih riječi; ostatak su posuđenice iz brojnih jezika: arapskog, perzijskog, turskog i, od ruskog osvajanja Kavkaza, naročito ruskog. Čečenski dijeli osnovni rječnik (u smislu usporednica) sa srodnim jezicima:
- 84% s inguškim
- 30% s avarskim
- 20% s lezginskim

Usporednice su nađene (ipak, o ovom ne postoji slaganje svih stručnjaka) s hurijskim i urartskim jezikom, izumrlim jezicima koji su se govorili prije par tisuća godina.
Nekoliko riječi, prikazane s različitim usporednicama:
- cha´ "1"
- ši´ "2"
- qo´ "3"
- di´ "4"
- pxi´ "5"
- yalx "6"
- worh "7"
- barh "8"
- iss "9"
- itt "10"
- maalx "sunce"

## Poveznice
- sjeveroistočni kavkaski jezici
- hurijski jezik
- urartski jezik
- inguški jezik
- Čečenija
- Kavkaz
- Rusija

## Vanjske poveznice
- wikipedija na čečenskom jeziku
- wiki-knjige na čečenskom jeziku
- čečensko-ruski rječnik  Arhivirana inačica izvorne stranice od 27. srpnja 2018. (Wayback Machine)
- čečensko-ruski rječnik   Arhivirana inačica izvorne stranice od 11. prosinca 2013. (Wayback Machine)
- Englesko-čečenski rječnik
- Indigenous Language of the Caucasus (Chechen) gramatički opis čečenskog (engleski)
- The Chechen language | Noxchiin mott mnogo podataka (engleski)
- Ethnologue (14th), kôd CJC  Arhivirana inačica izvorne stranice od 11. listopada 2014. (Wayback Machine)
- Ethnologue (15th)  Arhivirana inačica izvorne stranice od 11. listopada 2014. (Wayback Machine)
- Ethnologue (16th)  Arhivirana inačica izvorne stranice od 11. listopada 2014. (Wayback Machine)
- Trenutačno izdanje Ethnolguea: kôd che
- Korpus čečenskog jezika